# 埋葬料
埋葬料（まいそうりょう）とは、健康保険法等を根拠に、日本の公的医療保険において、被保険者が死亡した際に行われる保険給付（現金給付）である。本記事では特記しない限り、健康保険における死亡に関する給付を中心に述べることとし、他の公的医療保険（船員保険、国民健康保険、後期高齢者医療制度等。健康保険でいう「埋葬料」「埋葬費」「家族埋葬料」は、これらの保険者では「葬祭料」「葬祭費」「家族葬祭料」という）における死亡に関する保険給付も併せて述べることとする。なお、労働者災害補償保険法における死亡に関する保険給付については、労働者災害補償保険#葬祭料・葬祭給付を参照のこと。
健康保険、船員保険においてはこれらの給付は絶対的必要給付（要件を満たしたときは保険者は必ず支給しなければならない）であるが、国民健康保険、後期高齢者医療制度では相対的必要給付（条例または規約の定めるところにより行うものとされるが、特別の理由があるときにはその全部又は一部を行わないことができる）となっている。
- 健康保険法について、以下では条数のみ記す。

## 概要
被保険者が死亡したときは、その者により生計を維持していた者であって、埋葬を行うものに対し、埋葬料として、政令で定める金額を支給する（第100条1項）。被保険者の被扶養者が死亡したときは、家族埋葬料として、被保険者に対し、第100条1項の政令で定める金額を支給する（第113条）。日雇特例被保険者及びその被扶養者については、保険料納付要件を満たすことにより、同様に埋葬料・家族埋葬料の支給が行われる（第136条、第143条）。
- 死産の場合、出産育児一時金は支給されるが、家族埋葬料は支給されない（昭和23年11月29日健保第2568号[1]）。

「その者により生計を維持していた者」とは、死亡当時その収入により生計を維持した者をいい、死亡者の収入により生計を維持した事実があれば足りる。民法上の親族又は遺族であることを要せず、かつ、被保険者が世帯主であることも、また、被保険者により生計を維持する者が被保険者と同一世帯にあったか否かは関係のないことである（昭和7年4月25日保規129号）。また被保険者により生計の全部若しくは大部分を維持した者のみに限られず、生計の一部分を維持した者をも含む（昭和8年8月7日保発502号）。被扶養者認定に要求されている「生計維持関係」とは大きく異なるので注意を要する。
「埋葬を行うもの」とは、埋葬の事実如何に関せず、埋葬を行なうべきものをいう。現実に埋葬を行なう又は行なった者ではない（昭和2年7月14日保理2788号）。埋葬許可証は埋葬を行なうべき者を証明するものではなく、埋火葬をなしてさしつかえない旨の証書である。この証書を受ける者と埋葬を行なう者又は埋葬を行ないたる者とは多くの場合一致するが、異なる場合もあり、従って、調査の上埋葬を行なうべき者又は埋葬を行ないたる者に支給することが必要である（昭和3年4月20日保理804号）。
- 死体の一部又は遺物を埋葬又は火葬した場合でも支給される（昭和2年6月疑義事項解釈）。
- 被保険者が工場の旅行中船から転落行方不明となり、死体が発見されない場合には、死亡の事実は確実だが死体が発見されない場合と同様に、同行者の証明書等により死亡したものと認め、埋火葬許可証の写の添付なしに、埋葬料又は埋葬費を支給して差し支えない（昭和4年5月22日保理1705号）。

被保険者又は被保険者であった者が故意に給付事由を生じさせたときは、当該給付事由に係る保険給付は行われないとされているものの（絶対的給付制限、第116条後段）、自殺は故意に基づく事故ではあるが、死亡とは絶対的な事故であるとともにこの死亡に対する保険給付としての埋葬料は、被保険者であった者に生計を依存していた者に対して支給されるという性質のものであるから第116条後段に該当しないものとして取り扱う（昭和26年3月19日保文発721号、昭和26年7月6日保発2285号）。つまり、埋葬料の支給に当たっては死亡の原因は問われない（道路交通法規違反による処罰せられるべき行為中起した事故により死亡した場合において、埋葬料の支給を認めた例として、昭和36年7月5日保険発63号の2）。

### 被保険者資格喪失後の給付
被保険者が死亡した場合において、以下のいずれかに該当する場合は、被保険者であった者により生計を維持していた者であって、埋葬を行うものは、その被保険者の最後の保険者から埋葬料の支給を受けることができる（第105条）。
- 資格喪失後の傷病手当金又は出産手当金の継続給付を受ける者が死亡したとき（死亡の事由がその継続給付の支給事由が原因である必要はない。以下同じ）
- 資格喪失後の傷病手当金又は出産手当金の継続給付を受けていた者がその給付を受けなくなった日後3月以内に死亡したとき
- その他の被保険者であった者が被保険者の資格を喪失した日後3月以内に死亡したとき（被保険者期間の長短は問わない）

日雇特例被保険者が死亡した場合において、以下のいずれかに該当する場合は、被保険者であった者により生計を維持していた者であって、埋葬を行うものは、保険者（全国健康保険協会）から埋葬料の支給を受けることができる（第136条1項、施行令第35条）。
- 日雇特例被保険者の死亡の際、日雇特例被保険者が療養の給付等を受けていたとき（死亡の原因が当該療養の給付に係る傷病である必要はない。以下同じ）
- 日雇特例被保険者が療養の給付等を受けなくなった日後3月以内であったとき

なお、資格喪失後に被扶養者が死亡しても、家族埋葬料は支給されない。

## 支給額
第100条1項でいう「政令で定める金額」は、平成18年10月の改正法施行により、現在5万円とされている（施行令第35条）。被保険者の標準報酬月額の多寡にかかわらず、また実際に埋葬に要した費用の多寡にかかわらず、支給額は定額である。
健康保険組合の場合、付加給付として（第53条）、規約に定めることにより支給額を上乗せすることができる。
船員保険の場合、付加給付として（船員保険法第30条）、全国健康保険協会が「葬祭料」「家族葬祭料」の上乗せ給付（被保険者本人の死亡の場合は資格喪失当時の標準報酬月額の2ヶ月分から葬祭料（原則5万円）の額を控除した額、被扶養者の死亡の場合は死亡当時の被保険者の標準報酬月額の2ヶ月分の70%相当額から、家族葬祭料（5万円）の額を控除した額）を行っている（船員保険法施行令第2条）。
国民健康保険・後期高齢者医療制度の場合、支給額は条例又は規約で定めることとされ（国民健康保険法第58条1項、高齢者の医療の確保に関する法律第86条1項）、市町村又は広域連合により支給額に差がある。

### 支給額の推移
平成18年10月の改正法施行前は、埋葬料の支給額は死亡した被保険者の「標準報酬月額の1月分」とし、あわせて報酬の低廉な被保険者のために最低保障額を設けていたが、埋葬に要する費用の補填や遺族の弔慰等を目的とする埋葬料の性格に照らした場合、標準報酬月額に連動させた給付を行う必然に乏しいことから、現行法では定額化が図られている。なお家族埋葬料は従前から定額制である。以下の金額は最低保障額であり、家族埋葬料は最低保障額と同額とされていた。
- 昭和48年10月 - 3万円
- 昭和51年7月 - 5万円
- 昭和56年4月 - 7万円
- 昭和60年4月 - 10万円

## 埋葬費
第100条1項の規定により埋葬料の支給を受けるべき者がない場合においては、埋葬を行った者に対し、同項の金額の範囲内においてその埋葬に要した費用に相当する金額（埋葬費）を支給する（第100条2項）。資格喪失後の給付についても同様である。また埋葬料同様、死亡の原因は問われない。
「埋葬を行った者」には、その被保険者に、全然生計を維持していなかった父母又は兄弟姉妹或は子等が現に埋葬を行なった場合には当然含まれる（昭和26年6月28日保文発2162号）。
「埋葬に要した費用」とは、埋葬に直接要した実費額とする。これは、霊柩代又は借料、霊柩運搬人夫賃、葬式の際における死者霊前供物代、僧侶の謝礼等の如きものを指す（昭和2年2月28日保理765号）。なお入院患者が死亡し自宅まで移送する費用は含まない（昭和2年4月18日発925号）。

## 支給手続き
埋葬料・埋葬費の支給を受けようとするときは、次に掲げる事項を記載した申請書を保険者に提出しなければならない（施行規則第85条1項）。
1. 死亡した被保険者の氏名並びに被保険者証の記号及び番号又は個人番号
2. 死亡の年月日及び原因
3. 埋葬料の支給を受けようとする者にあっては、被保険者と申請者との続柄
4. 埋葬費の支給を受けようとする者にあっては、埋葬を行った年月日及び埋葬に要した費用の額
5. 死亡が第三者の行為によるものであるときは、その事実並びに第三者の氏名及び住所又は居所（氏名又は住所若しくは居所が明らかでないときは、その旨）

この申請書には、次に掲げる書類を添付しなければならない。これらの書類が外国語で作成されたものであるときは、その書類に日本語の翻訳文を添付しなければならない（施行規則第85条2~3項）。
1. 市町村長（特別区の区長を含む。）の埋葬許可証若しくは火葬許可証の写し、死亡診断書、死体検案書若しくは検視調書の写し、被保険者の死亡に関する事業主の証明書又はこれに代わる書類（保険者が機構保存本人確認情報の提供を受けることができるときは、この限りでない。）
2. 埋葬費の支給を受けようとする者にあっては、埋葬に要した費用の金額に関する証拠書類

## 葬祭の給付
国民健康保険・後期高齢者医療制度の場合、被保険者の死亡に関しては、条例又は規約に定めることにより、葬祭の給付（現物給付）を行うことができる、とされている（国民健康保険法第58条1項、高齢者の医療の確保に関する法律第86条1項）。もっとも相対的必要給付であるがゆえに、主な市町村又は広域連合においては葬祭費のみを条例で定め、葬祭の給付を条例で定めないところがほとんどである。

## 時効
埋葬料・埋葬費の支給を受ける権利は、2年を経過したときは時効により消滅する（第193条）。時効の起算日は、埋葬料の場合は「死亡日の翌日」、埋葬費の場合は「埋葬を行った日の翌日」である（埋葬料は死亡の事実があれば埋葬前でも支給されうるのに対し、埋葬費は「埋葬を行なった者に対して」支給するので実際に埋葬を行なった後でなければ申請することができない）。